# Charles Warren Stoddard
Charles Warren Stoddard (7 août 1843 - 23 avril 1909) était un écrivain et journaliste américain.

## Biographie
Personnalité littéraire aujourd'hui tombée dans l'oubli, Charles Warren Stoddard jouissait néanmoins d'une reconnaissance certaine de son vivant, et entretenait des relations cordiales, sinon amicales, avec nombre des grandes personnalités littéraires de son époque. Il a notamment longtemps entretenu une correspondance fouillée avec William Dean Howells, mais aussi Robert Louis Stevenson et Henry Adams. Il échangea aussi quelques lettres avec Walt Whitman, à qui il vouait une admiration sans bornes.

## Œuvre
Son ouvrage principal, South Sea Idyls (1875) est un recueil de brefs récits de voyage, sortes de rêveries en partie autobiographiques, écrits à la suite de deux séjours à Hawaii puis à Tahiti. Le premier de ces récits, « Chumming with a savage » date de 1869, et le dernier, « A prodigal in Tahiti », de 1874. 
Son autre ouvrage le plus connu est un roman : For the Pleasure of His Company (1903), d'inspiration autobiographique là encore, qui a pu être lu comme un roman proto-homosexuel.  
Parmi ses autres œuvres, on peut citer : Summer Cruising in the South Seas (1874), Marshallah, a Flight into Egypt (1885), A Trip to Hawaii (1885), In the Footprints of the Padres (1892), Hawaiian Life (1894), Saint Anthony, The Wonder-Worker of Padua (1896), A Cruise under the Crescent (1898), Over the Rocky Mountains to Alaska (1899), Father Damien, a Sketch (1903), The Confessions of a Reformed Poet (1907).